# ホテルニューオータニイン東京
ニューオータニイン東京（ニューオータニインとうきょう）は、東京都品川区大崎一丁目にあるホテル。大崎ニューシティ2号館。

## 沿革
- 1987年（昭和62年） - 2月1日開業。
- 2008年（平成20年） - 改装。

## 施設
- 客室412室、収容人員618名。
- レストラン
  - レストラン「舟茶屋」80席。
  - ザ・ラウンジ 64席。
  - バーアウトリガー 8席。
- 宴会場7ヶ所。
- ケータリングプロデュース＆サービス (100名以上)
- 駐車場 (400台)

## アクセス
- 山手線大崎駅北改札口より150m。
- 首都高速道路目黒インターチェンジより、3km。